# Alfred Bramsen
Alfred Bramsen (født 4. oktober 1851 i København, død 21. maj 1932) var en dansk tandlæge og forfatter. Han var far til Henry Bramsen.

## Liv og virke
Bramsen blev student 1868 og tog året efter dansk tandlægeeksamen, studerede derefter medicin og tandlægekunst
ved Missouri Dental- og St Louis Medical College i Amerika (Dr. chir. dent. 1871). Han praktiserede i København fra 1872. Under en sygdom påbegyndte han, påvirket af Ivan Petrovitj Pavlov og Horace Fletcher, at studere ernæringsfysiologi og begyndte snart at udsende skrifter dette fag angående. Bramsen har i det hele udfoldet en meget betydelig virksomhed som populær-hygiejnisk forfatter (Vore Børns Tænder, 1887; Tændernes Bevaring, 1890; Vegetarismen, 1903; Kunsten at blive gammel, 1904; Kunsten at spise, 1906; Det ny Menneske, 1906; Livets Manna, 1907). Betydeligst er Angst og Sygdom, Alkoholtrang (1910) og Den virkelige Fare (om kræft, 1911). Hertil slutter sig Børneflokkens Begrænsning (1912). 

### Bramsen og kunsten
Bramsen var tillige kendt som samler af nyere dansk malerkunst og har skrevet en del om kunst: Kunst og Dilettantisme (1897) og Racen, Kulturen, Kunsten i Ord och Bild (1901). 
Han ejede en betydelig samling af maleren Vilhelm Hammershøis arbejder. Om nævnte kunstner har Bramsen skrevet Vilhelm Hammershøis Arbejder (1900), en monografi i Zeitschrift für bildende Kunst (1905) samt (efter Hammershøis død) bogen Vilhelm Hammershøi. Kunstneren og hans Værk (med Sophus Michaëlis), der udkom i 1918. Michaëlis' bidrag bestod i et digt om kunstneren samt 16 digte, der hver beskrev et af Hammershøis værker. Bramsen leverede levnedsbeskrivelse og værkoversigt. 